# Gunthar von Köln
Gunthar, auch Gunther oder Günther, († 8. Juli 873) war von 850 bis 863 Erzbischof von Köln.

## Leben
Gunthar stammte als Sohn des friesischen Grafen Gerulfs aus einer bedeutenden fränkischen Adelsfamilie. Er war verwandt mit Hilduin von Saint-Denis, seinem vermutlichen Vorgänger auf dem Kölner Erzbischofsstuhl. Zugleich war er Kanzler für Lothringen. In der Heiligen Schrift bewandert, kannte er sich auch in den Canones aus, so dass er später die Schriftsätze für die Ehescheidung König Lothars II. lieferte. Er hatte Sinn für Literatur und war selbst Verfasser literarischer und theologischer Schriften. 
Die Aussagen über seine Person sind gegensätzlich. Die Lorscher Annalen nennen ihn von der Glut der Habsucht entbrannt, der wegen seines Pomps und seiner Verwandten das Gut der Bischofskirche verschleudere. Abt Regino von Prüm nennt ihn leichtfertig. Auf der anderen Seite betrauert der Kölner Klerus ihn bei seinem Tod als guten Hirten und frommen Lehrer. Ihm wird der Bau des Hildebold-Domes zugeschrieben, der Vorgängerkathedrale des heutigen Kölner Doms.
Er wurde am 22. April oder 8. Mai 850 Erzbischof von Köln. Lange Zeit wehrte er sich dagegen, das Suffraganbistum Bremen an das Erzbistum Hamburg abzutreten, was ihn in Gegensatz zur Kurie in Rom setzte. Zugleich war er Erzkaplan. Beim Friedensschluss der drei fränkischen Könige im Juni 860 in Koblenz war er anwesend. Im gleichen Jahr entschied Papst Nikolaus I. jedoch, dass das Bistum Bremen endgültig an Hamburg abzutreten sei. Gunthar fügte sich schließlich dieser ultimativen Weisung des Papstes.
Nach drei vorangegangenen Synoden in Aachen, die von Gunthar dominiert wurden, sprach sich der fränkische Klerus auf der Synode von Metz im März 863 für die Scheidung von König Lothar II. und dessen Frau Theutberga aus und gestattete die neue Vermählung des Königs mit Waldrada. Theologisch wurde die Scheidung von Gunthar begründet. Wegen seiner Fürsprache für die Scheidung des Königs wurde Erzbischof Gunthar zusammen mit Erzbischof Thiergaud von Trier nach Rom geladen. Dort wurden sie im Oktober 863 von Papst Nikolaus I. exkommuniziert und abgesetzt. 
Gunther empfand diese Absetzung als unrechtmäßig und antwortete mit wütenden Sendschreiben. Auch danach handelte er weiter als Erzbischof in Köln, aber er verlor die Unterstützung des Klerus und schließlich auch die des Königs. Dieser setzte mit Hugo, einem Neffen von Karl dem Kahlen, einen neuen Erzbischof ein; dann übernahm Hilduin von Cambrai die Verwaltung des Erzbistums. Gunthar ging Ende 864 auf Kosten der Kölner Kirchenschätze erneut auf eine Reise nach Rom, wo er aber weiter erfolglos blieb. Am 15. Januar 866 bestätigte Lothar II. die von Gunthar mit Zustimmung des Klerus zusammengestellte Güterumschreibung, die erstmals eine eigenständige Klerikergemeinschaft neben dem Erzbischof erkennen lässt.
Nach dem Tod von Papst Nikolaus reiste er 867 erneut nach Rom. 869 wurde der Bann durch Papst Hadrian II. aufgehoben, Gunthar wurde aber nicht wieder in sein Amt eingesetzt. Er regte die Wahl seines Nachfolgers Willibert zum neuen Erzbischof an.